# Luzac
Luzac is een Nederlands patriciërsgeslacht dat oorspronkelijk uit Frankrijk stamt.

## Geschiedenis

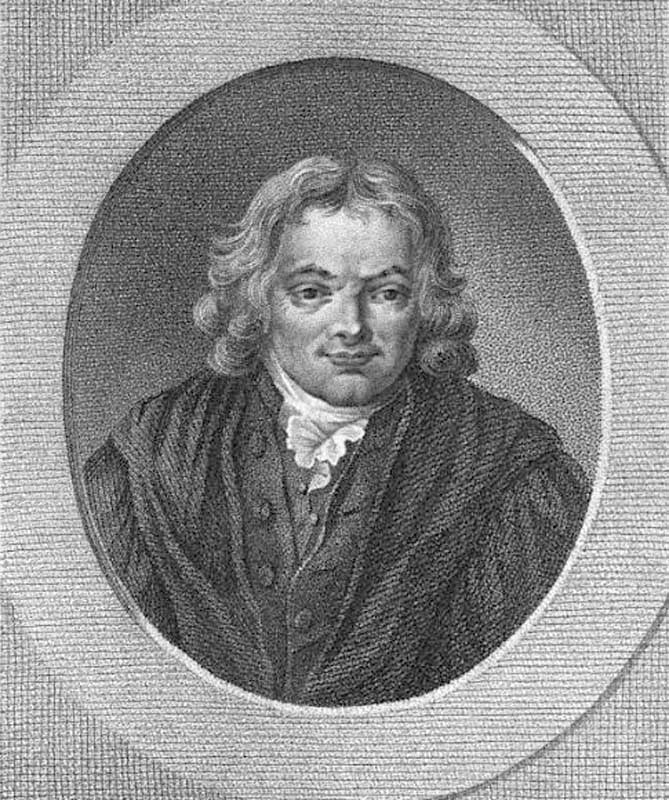
Johan Luzac (1746-1807)

De stamvader van deze familie, Pierre Luzac (geb. circa 1620), behoorde in Frankrijk tot de hugenoten en woonde in Bergerac. Zijn zoon Jean Luzac (1646-1729) vestigde zich in 1689 als koopman in Amsterdam.
Hun nakomelingen wisten een belangrijk plaats in de Nederlandse samenleving in de achttiende eeuw te verwerven. Etienne Luzac (1706-1787) was uitgever van de Gazette de Leyde, Elie Luzac (1721-1796) was rechtsgeleerde, evenals Johan Luzac (1746-1807), die tevens rector magnificus van de Universiteit van Leiden was. Emilie Luzac (1748-1788) was getrouwd met Wijbo Fijnje (1750-1809).
In de negentiende eeuw was de liberale minister en rechter Lodewijk Caspar Luzac (1786-1861) een in het oog vallende vertegenwoordiger van dit geslacht. 
In de twintigste eeuw wordt de naam Luzac in 1947 vijf keer aangetroffen in Nederland en in 2007 veertien keer. Nazaat Eric Jan Luzac (1953) startte in 1983 een particuliere school, die hij naar zichzelf noemde. 